# The Enigma of Life
The Enigma of Life är det norska gothic metal-bandet Sirenias femte studioalbum, utgivet 2011 av skivbolaget  Nuclear Blast. Albumet mastrades i Finnvox Studios i Finland.

## Låtförteckning
1. "The End of It All" – 4:31
2. "Fallen Angel" – 3:59
3. "All My Dreams" – 4:42
4. "This Darkness" – 4:00
5. "The Twilight in Your Eyes" – 4:00
6. "Winter Land" – 3:55
7. "A Seaside Serenade" – 5:53
8. "Darkened Days to Come" – 4:22
9. "Coming Down" – 4:38
10. "This Lonely Lake" – 3:33
11. "Fading Star" – 4:46
12. "The Enigma of Life" – 6:16
13. "Oscura realidad" – 4:31

- Text & musik: Morten Veland

## Medverkande
Musiker (Sirenia-medlemmar)
- Morten Veland – sång, gitarr, keyboard, basgitarr, trummor, programmering
- Ailyn – sång

Bidragande musiker
- Stéphanie Valentin – violin
- Sandrine Gouttebel – kör
- Damien Surian – kör
- Mathieu Landry – kör
- Emmanuelle Zoldan – kör
- Emilie Lesbros – kör

Produktion
- Morten Veland – producent, ljudtekniker, ljudmix
- Mika Jussila – mastering
- Gustavo Sazes – omslagsdesign, omslagskonst
- Patric Ullaeus – foto